# Manton (Nottinghamshire)
Manton is een voormalige mijnplaats in het bestuurlijke gebied Bassetlaw, in het Engelse graafschap Nottinghamshire. 